# 1973 na literatura

## Eventos
- Orides de Lourdes Teixeira Fontela publica Helianto.
- Luis Fernando Verissimo publica O Popular.
- Isaac Asimov conquista o Hugo por The Gods Themselves.
- Thomas Pynchon publica O Arco-Íris da Gravidade.
- Michael Ende publica Manu, a menina que sabia ouvir.
- Clarice Lispector publica A Imitação da Rosa.

## Nascimentos
| Data            | Nome                    | Profissão                         | Nacionalidade  | Observações | Ref |
| --------------- | ----------------------- | --------------------------------- | -------------- | ----------- | --- |
| 3 de janeiro    | Oliver Janich           | jornalista, escritor e político   | Alemanha       |             |     |
| 24 de Fevereiro | Eugen Rosenstock-Huessy | pensador                          | Alemanha       |             |     |
| 8 de abril      | Angélica Freitas        | poetisa e tradutora               | Brasil         |             |     |
| 22 de abril     | Leandro Sarmatz         | jornalista, escritor e dramaturgo | Brasil         |             |     |
| 7 de Junho      | Eduardo Sterzi          | poeta, jornalista e crítico       | Brasil         |             |     |
| 26 de julho     | Anne Boyer              | escritora                         | Estados Unidos |             |     |
| 24 de Dezembro  | Stephenie Meyer         | escritora                         | Estados Unidos |             |     |
| ?               | Angélica Freitas        | poetisa e tradutora               | Brasil         |             |     |
| ?               | Fabiano Calixto         | poeta e tradutor                  | Brasil         |             |     |

## Mortes
| Data           | Nome                     | Profissão                                                    | Nacionalidade  | Observações | Ref |
| -------------- | ------------------------ | ------------------------------------------------------------ | -------------- | ----------- | --- |
| 6 de Março     | Pearl S. Buck            | escritora                                                    | Estados Unidos | n. 1892     |     |
| 3 de Abril     | Theo Dutra               | jornalista, poeta e advogado                                 | Brasil         | n. 1948     |     |
| 4 de junho     | Carlos Selvagem          | militar, jornalista, escritor, autor dramático e historiador | Portugal       | n. 1890     |     |
| 13 de Junho    | Viriato Clemente da Cruz | poeta                                                        | Angola         |             |     |
| 26 de Agosto   | Marques Rebelo           | escritor e jornalista                                        | Brasil         | n. 1907     |     |
| 2 de Setembro  | J. R. R. Tolkien         | escritor                                                     | Brunei         | n. 1892     |     |
| 23 de Setembro | Pablo Neruda             | poeta e diplomata                                            | Chile          | n. 1904     |     |
| 29 de Setembro | W. H. Auden              | poeta                                                        | Reino Unido    | n. 1907     |     |

## Prémios literários
- Nobel de Literatura - Patrick White
- Prémio Machado de Assis - Andrade Murici